# Antogny-le-Tillac
Antogny-le-Tillac is een gemeente in het Franse departement Indre-et-Loire (regio Centre-Val de Loire) en telt 447 inwoners (1999). De plaats maakt deel uit van het arrondissement Chinon.

## Geografie
De oppervlakte van Antogny-le-Tillac bedraagt 17,4 km², de bevolkingsdichtheid is 25,7 inwoners per km².
De onderstaande kaart toont de ligging van Antogny-le-Tillac met de belangrijkste infrastructuur en aangrenzende gemeenten.

## Demografie
Onderstaande figuur toont het verloop van het inwonertal (bron: INSEE-tellingen).

1. ↑  Populations de référence 2022.